# 鎮目桃泉
鎮目 桃泉(しずめ とうせん、1877年-1938年)は日本の技術者、収集家。

## 略歴
本名は鎮目哲二。東京市下谷区在住。「谷中の変人」として知られていた。もとは芝浦製作所(現・東芝)において技術者として働いていた。1919年6月6日に三田平凡寺の自宅で開催された我楽他宗第一回宗会に小澤一蛙、河村目呂二らとともに参加した八人のうちの一人。第二番札所 兆凡山木念寺と称した。蒐集品は絵葉書、燐寸票であった。平凡寺『癖感禄第三冊 脱線哥には大正6年(1917年)頃「自ラ末寺別院と称し兆凡山木念寺と云ふ」という記述があり、「末寺」を自称していたようだ。
その後、桃泉と一蛙の働きによって「我楽他宗」が誕生する。翌年の秋頃、平凡寺との間に行き違いがあり除名された。我楽他宗の末寺第一号であるとともに除名第一号でもあった。また、『日本古書通信』第882号(2003年1月号)によると、第三番 木兎山凡能寺と称しており、狐に関する者を集めていたとされる。

## 著書
- 『伊東及附近』 鎮目桃泉編 文泉堂書店、1919年